# فاجعه خودینکا
فاجعه خودینکا (روسی: Ходынская трагедия) له‌شدن در اثر ازدحام جمعیتی بود که در ۳۰ مه ۱۸ می ۱۸۹۶ در میدان خودینکا در مسکو، امپراتوری روسیه جمعیت رخ داد. این فاجعه در طول جشن‌های پس از تاجگذاری آخرین امپراتور روسیه، نیکلای دوم اتفاق افتاد. در حالی که ۱۲۸۲ جنازه از میدان جمع‌آوری شد، برآوردهای آسیب به‌طور گسترده‌ای از ۱۲۰۰ تا ۲۰۰۰۰ نفر متغیر است.